# Kleiner Berg Hohburg
Das Naturschutzgebiet Kleiner Berg Hohburg liegt im Landkreis Leipzig in Sachsen. Es erstreckt sich südlich von Hohburg, einem Ortsteil der Gemeinde Lossatal.
Nördlich des Gebietes verläuft die Kreisstraße K 8312 und fließt die Lossa, östlich verläuft die K 8313. Im Gebiet liegt die 206 Meter hohe Erhebung „Kleiner Berg“. Westlich erstreckt sich der Kaolinsee und verläuft die S 20, südöstlich erstreckt sich das 160 ha große Naturschutzgebiet Am Spitzberg.

## Bedeutung
Das 40,6 ha große Gebiet mit der NSG-Nr. L 39 wurde im Jahr 1961 unter Naturschutz gestellt.